# 독일이 저지른 전쟁 범죄
독일의 전쟁 범죄(獨逸- 戰爭犯罪, 영어: German war crimes)는 독일은 제1차 세계 대전, 제2차 세계 대전에서 두 차례 전쟁 범죄를 범했다. 주로 유대인 중 43%(6백만 명에서 1천4백만 명)가 학대와 무시 속에서 살해 혹은 사망한 게 언급된다. 하지만 유대인이 아닌 다른 수많은 사람들이 2번의 전쟁기간 동안 독일인들에 의해 사망했다.

## 제1차 세계 대전
독일은 1914년, 중립국이였던 벨기에를 불법적으로 침공한다. 벨기에의 외곽도시 안트베르펜에서 갑작스럽게 벨기에군의 공격을 받아 막대한 피해를 본 독일군은 혼란이 수습되자마자 그에 대한 보복으로 루벵과 디낭에서 거의 700여명의 무고한 벨기에 국민들을 학살하였다.

## 제2차 세계 대전

### 유대인 학살
폴란드와의 전쟁에서 이긴 후, 나치 정부는 폴란드에 아우슈비츠 수용소를 세우고,
거기에 유대인들을 가두었다가,틈만나면 죽이곤 했다.
독일군의 유대인대우는 매우 잔인했다.
그중 대표적인 것은, 목욕탕으로 위장한 가스실에 어른아이 할것없이 유대인들을 가두고 문을 잠근 다음, 가스를 분포해, 한번에
2000명 이상의 사람들을 죽였다.
그 외의 다른 방법으로 살해해,최대 약 600만명의 유대인들을 죽였다.

## 독일의 사과

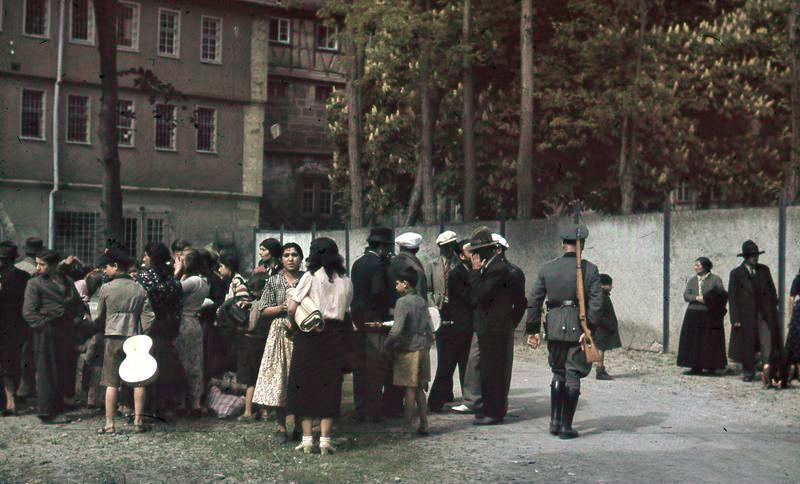
숙소로 들어가기를 기다리는 사람들.

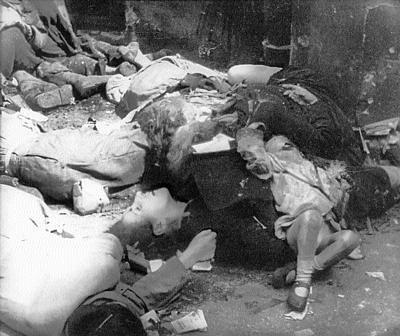
나치 독일의 관리들과 싸우다가
총살당한 사람들.

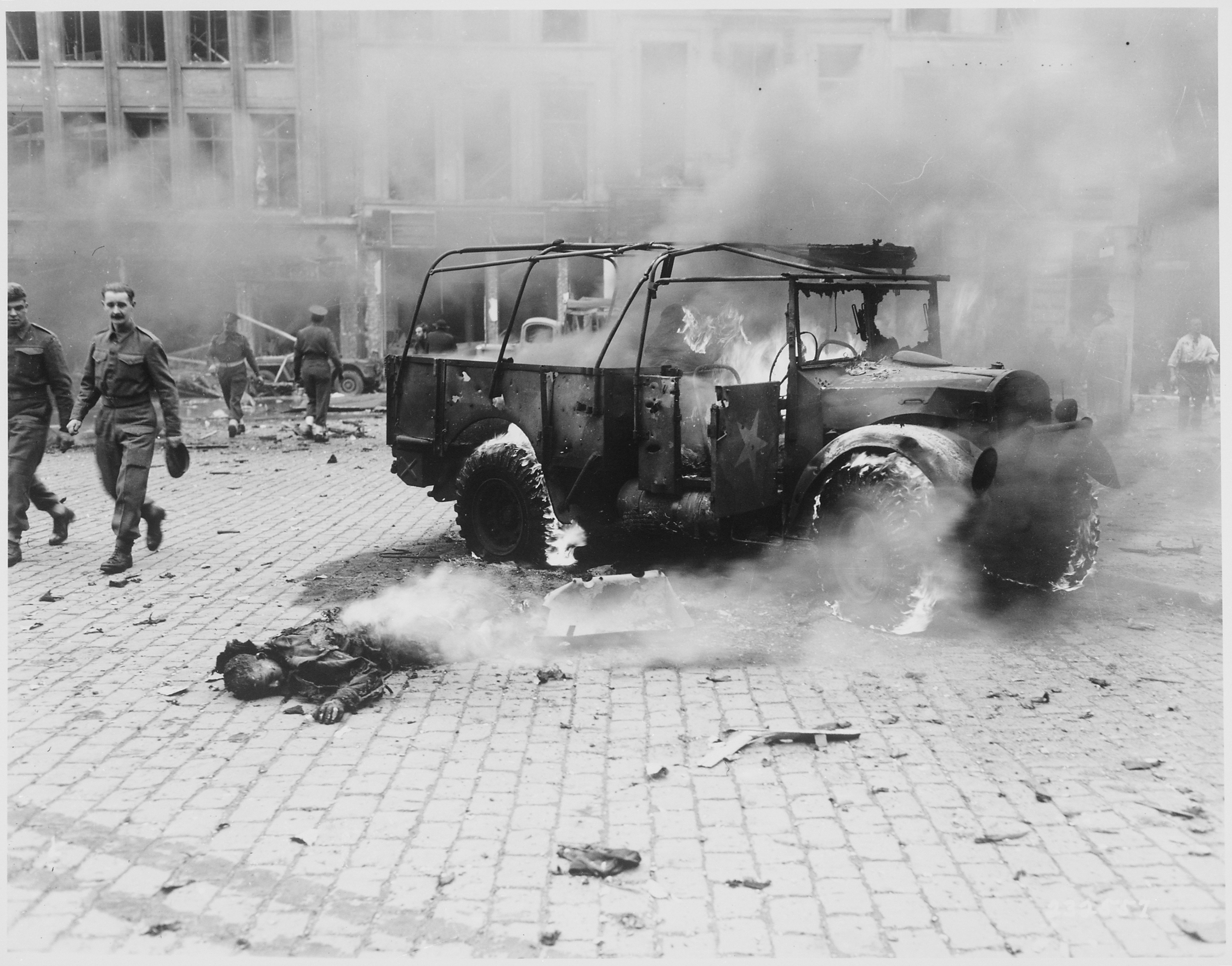
군인들이 타고 온 차량을 유대인들이 폭파시킨 모습.폭파 당한 후에 한 소년이 파편이 맞아 죽었다.

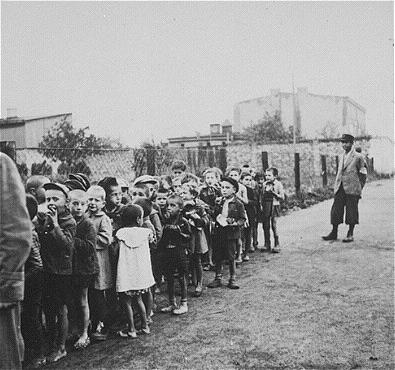
도살장으로 가기위해 줄서있는 아이들

독일은 유대인 학살에 대하여 사과하였다.

## 같이 보기
- 독일의 항복(en:End of World War II in Europe)
- 일본의 항복
- 쇼와 천황의 전쟁책임
- 일본의 전쟁 범죄
- 미국의 전쟁 범죄
- 이탈리아의 전쟁 범죄